# Villa Santa Maria
Villa Santa Maria (La Vìlle in dialetto villese) è un comune italiano di 1 083 abitanti della provincia di Chieti in Abruzzo. Pur non partecipando all'unione, il paese è sede dell'unione dei comuni montani del Sangro.
Il centro è noto in ambito culinario per la numerosa presenza di cuochi, la cui tradizionale presenza di botteghe da formazione di chef risale al XIII secolo. Per aver dato i natali per secoli a intere dinastie di “maestri” gastronomi e alberghieri, la località è anche conosciuta con l’appellativo di “Patria dei cuochi”. Nel XVI secolo vi nacque san Francesco Caracciolo, considerato il "patrono" dei cuochi. Negli anni sessanta del XX secolo fu costruito un istituto alberghiero per conservare la tradizione, e fu istituito il museo del cuoco nel palazzo Caracciolo.

## Storia
Le sue origini si fanno risalire, secondo il Chronicon Vulturnense, contemporaneamente all’erezione della chiesa in dedica a Santa Maria in Basilica (“… iuxta Sangri fluvium sita”) avutasi intorno all’VIII sec. per opera dei padri benedettini. Ad ogni modo, alcuni reperti archeologici trovati nei dintorni del paese attestano che la zona del Medio Sangro nei pressi della cittadina fosse abitata già in epoca italica (verosimilmente da gente di stirpe frentana).
Durante le invasioni barbariche e ottomana fu ripetutamente invasa, il che costrinse la gente a rifugiarsi nei pressi della roccia chiamata volgarmente "La Penna". Infatti il luogo originario era poco distante dalla chiesa della Madonna in Basilica. In seguito fu feudo di varie famiglie, ma il clou si ebbe con la famiglia dei Principi Caracciolo (XVI secolo) i quali costruirono il castello. Nel 1559 pervenne infatti a feudatario di Villa Santa Maria il barone Ferrante Caracciolo, la cui famiglia mantenne ininterrottamente la signoria fino all’abolizione del feudalesimo. Le abitazioni della zona Congrega vennero edificate tra il XVIII e XIX secolo.

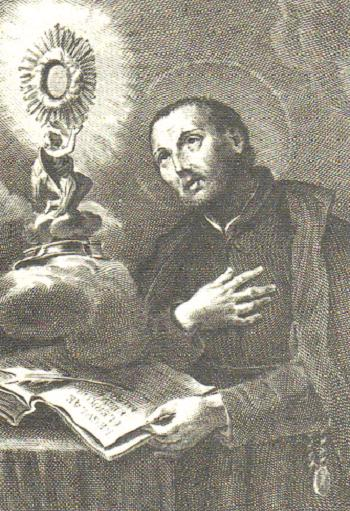
San Francesco Caracciolo, nativo di Villa Santa Maria

Nei primi anni della seconda guerra mondiale, tra il 1940 e 1943, Villa Santa Maria fu uno dei comuni dell'Abruzzo ad essere designato dalle autorità fasciste come luogo di internamento civile per profughi ebrei stranieri presenti in Italia. Vi giunsero in regime di domicilio coatto diverse famiglie, 27 persone in tutto, uno dei gruppi più numeroso nella provincia di Chieti.. Gli internati fraternizzarono con la popolazione locale. All'arrivo delle truppe tedesche nel 1943, il podestà Roberto Castracane negò decisamente che ebrei fossero ancora presenti in paese pur essendo a conoscenza che almeno una famiglia di essi, gli Steinberg, era nascosta presso la famiglia Piccone. Non appena - dopo un mese - le truppe tedesche lasciarono il paese, la famiglia Steinberg fu guidata ad attraversare le linee e a raggiungere gli Alleati e così accadde per tutti gli altri ex-internati. Per questo impegno di solidarietà, il 16 aprile 1978, l'Istituto Yad Vashem di Gerusalemme conferì a Roberto Castracane l'alta onorificenza dei Giusti tra le Nazioni.

### Archeologia
All'interno della chiesa della Madonna in Basilica, nella prima cappella a destra, sono esposti alcuni reperti raccolti durante alcuni scavi per la realizzazione di un metanodotto. Essi consistono in frammenti di ceramica e di laterizi con bolli di officina originariamente posti in copertura e pavimentazioni o come manici e colli di anfore ed un dolio parzialmente fanno pensare che appartenevano ad una villa rustica.
È stata trovata una mano bronzea nell'atto di benedire con un serpente attorcigliato in direzione del pollice, quest'ultimo terminante a forma di pigna. Qualcuno ipotizza che appartenesse al dio Sabazio il cui culto si diffonde dal II secolo a.C. nel luogo ove vi sono tracce dei ruderi di fronte alla chiesa suddetta ed in parte portati recentemente nei giardini pubblici. Il serpente richiama influenze marsicane. (vedi la festa dei serpari e la dea Angizia).

## Monumenti e luoghi d'interesse

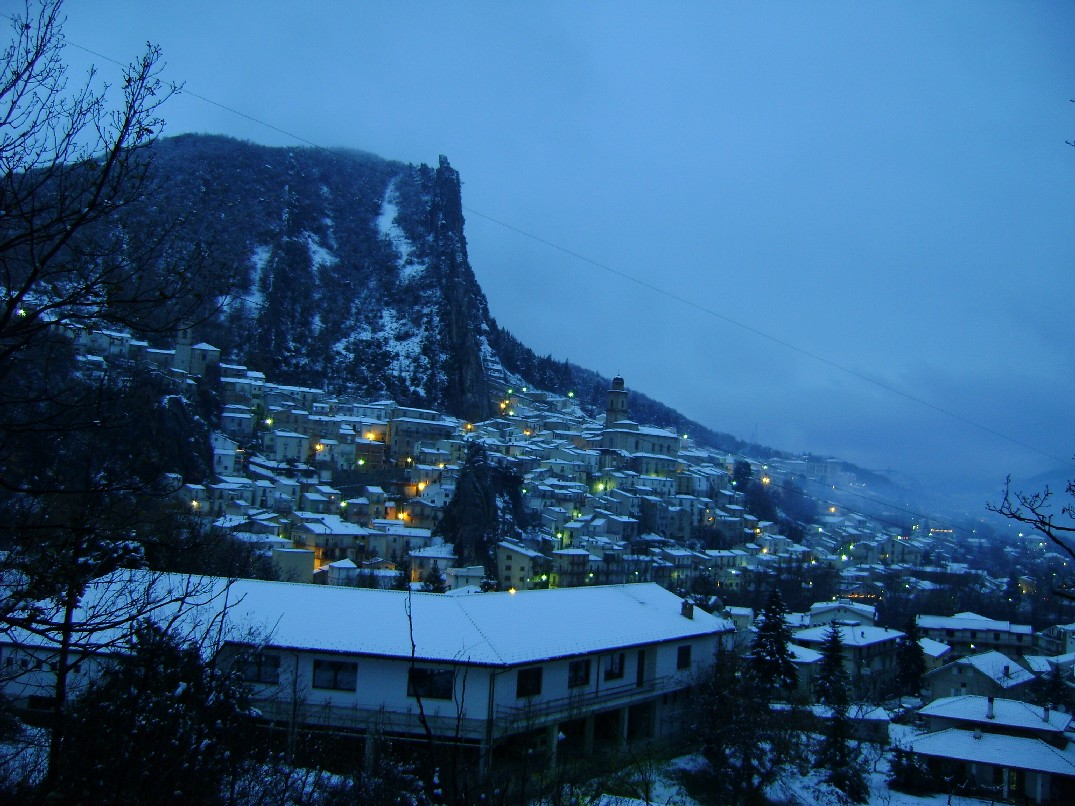
Il centro innevato

### Architetture religiose
Chiesa di San Nicola di Bari
La chiesa madre è quella di San Nicola di Bari sita all'interno del paese.
La chiesa ha facciata ristrutturata nel 1950 in stile neo-romanico.
All'interno vi è un quadro raffigurante l'ultima cena di artista abruzzese.
Chiesa della Madonna in Basilica
Nella contrada Madonna in Basilica vi è la chiesa omonima costruita attorno all'XI secolo.
Nell'interno oltre alla statua molto venerata nel paese della Madonna in Basilica vi sono un ossario e dei quadri di artisti locali.
Chiesa della Madonna del Rosario
Sempre nel centro del paese vi è la chiesa della Madonna del Rosario detta anche della Congregazione o della Congrega con la facciata in stile romanico abruzzese è in via di restauro.
Altre chiese
Altre chiese sono la chiesa della Madonna delle Grazie sita in località Lu Uell' (in villese "Le Valli"), e la chiesetta di Sant'Antonio abate, sita in località Lu Pont (in villese "Il Ponte").
In località "Contrada dentro gli Orti" vi era la chiesa di San Sebastiano.

### Architetture civili
Palazzo Spaventa

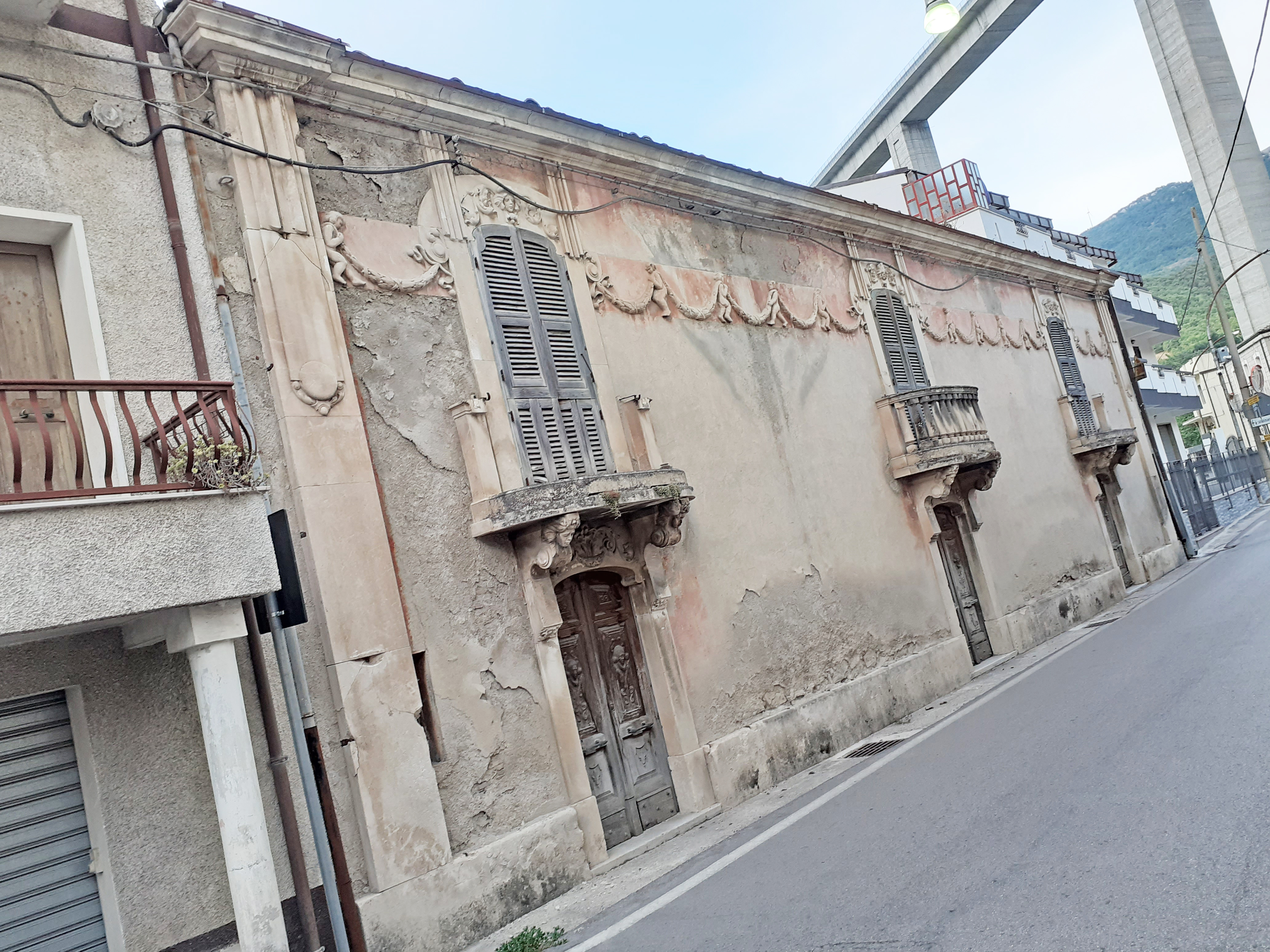
Veduta della facciata di Palazzo Spaventa visto da Piazza Marconi

Presso la chiesa di Sant'Antonio Abate vi è il palazzo Spaventa. Costruito negli anni trenta ove era un mulino o un oleificio. La facciata è tra lo stile liberty e l'eclettico. Il palazzo consta di due piani. Al pianterreno si aprono tre portoni. Al primo piano si aprono tre finestre con una balaustrata di balconi con colonnine digradanti verso l'alto, ai lati delle finestre terminanti con una decorazione ad arco sopra le finestre. Le finestre sono impreziosite da decorazioni in stucco ai lati delle colonnine raffiguranti di figure femminili che reggono dei festoni rappresentati da ghirlande di fiori. Ê in stile eclettico.
Palazzo Di Cicco

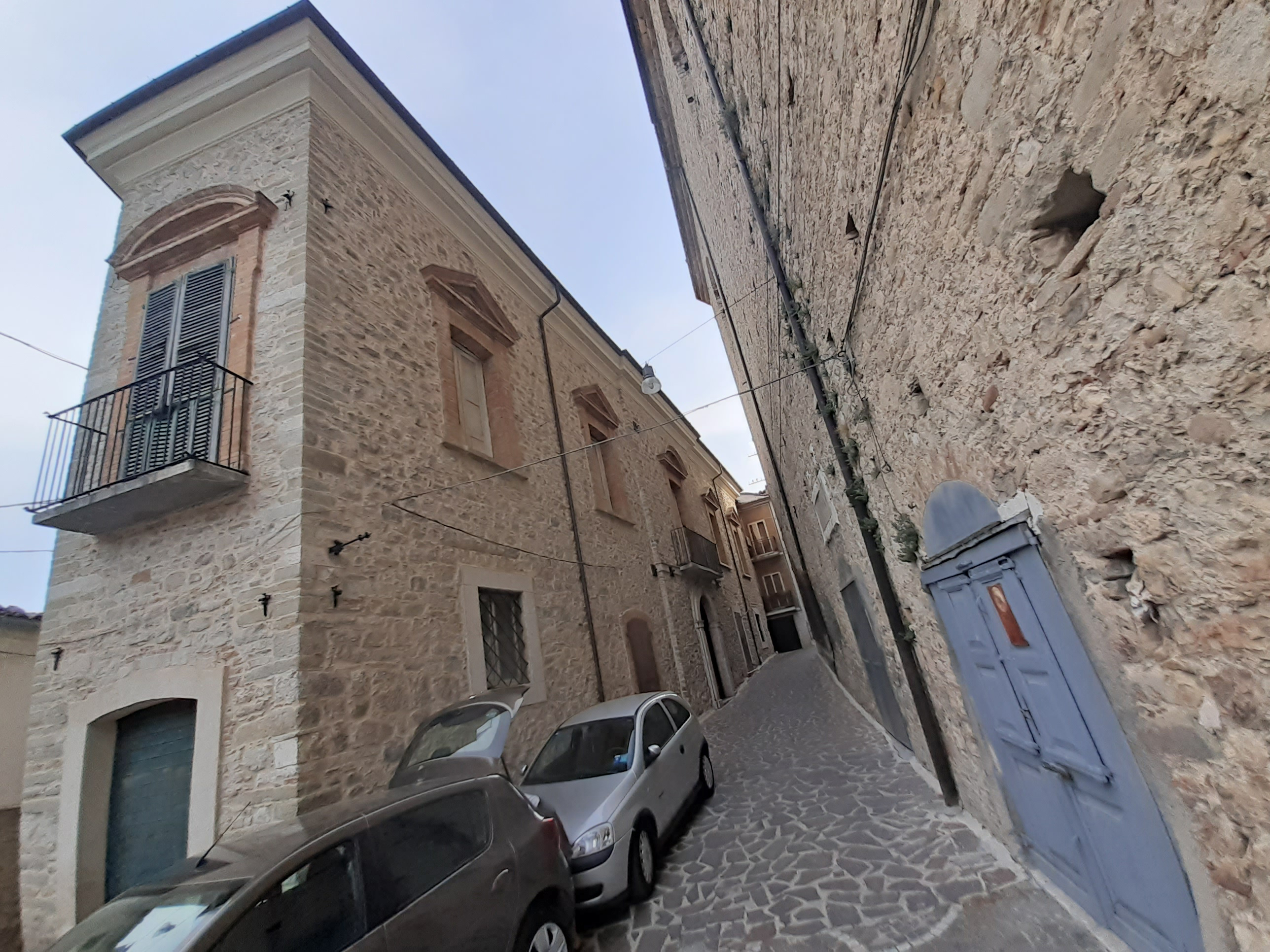
Veduta della facciata del Palazzo di Cicco visto dall'incrocio di Piazza S. Nicola con Via Mercato

Tra la chiesa di San Nicola e via gradini ponte vi è il palazzo Di Cicco. La facciata è stretta. L'ingresso principale è sormontato da un balcone con finestra sormontato da una lunetta. Le altre finestre sul lato destro del palazzo rispetto alla facciata principale sono ad edicola con sopra un timpano di forma triangolare o di lunetta.
Palazzo Castracane
Di particolare interesse è il palazzo Castracane sito all'incrocio di via Mercato con via Sangrina e via Congrega.
Nell'interno si conservano pregevoli arredamenti e nella cantina vi è una sorgente.
Casa Caracciolo e casa Tavano
Nel corso vi sono la casa natale di San Francesco Caracciolo e presso largo Trento e Trieste (spiazzale sullo stesso corso) vi è la casa Tavano, pregevole esempio di architettura di fine Ottocento villese oltre la statua bronzea di san Francesco Caracciolo (opera di un certo Vismara) sita nei pressi della casa natale del santo.

### Musei e fontane
Museo dei cuochi
In via Roma vi è il Museo dei cuochi gestito dall'Istituto Alberghiero sito nella via stessa un poco più a valle.
Di fronte al museo vi è la statua bronzea del cuoco e del cameriere.
Museo di san Francesco Caracciolo
Adiacente alla casa Caracciolo vi è un museo dedicato a san Francesco Caracciolo.
Fonte Cillo

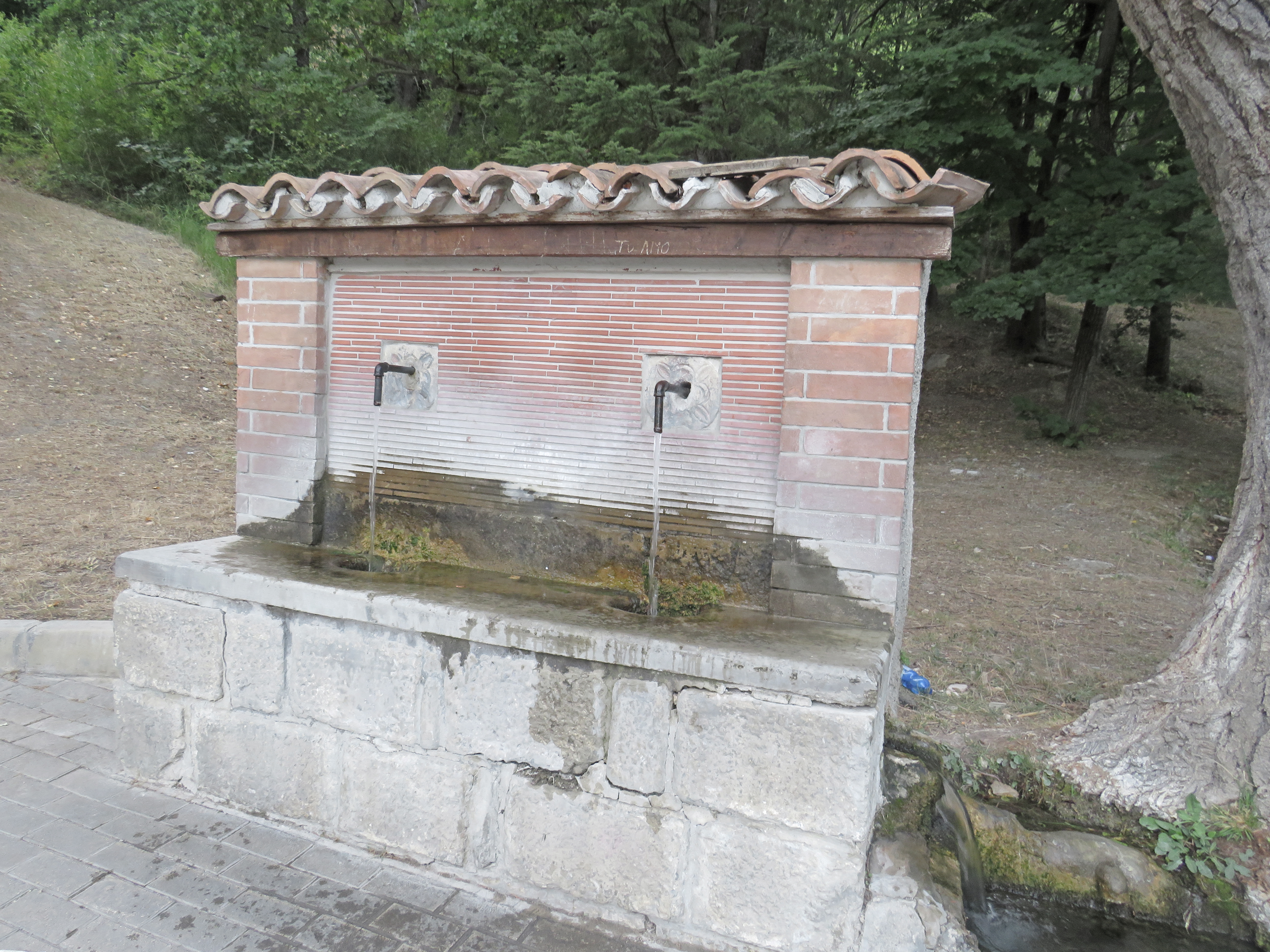
Veduta di Fonte Cillo

In località Fonte Cillo (in villese Funticill') vi è una fontana di acqua diuretica.
Fontana vecchia o fontana Media

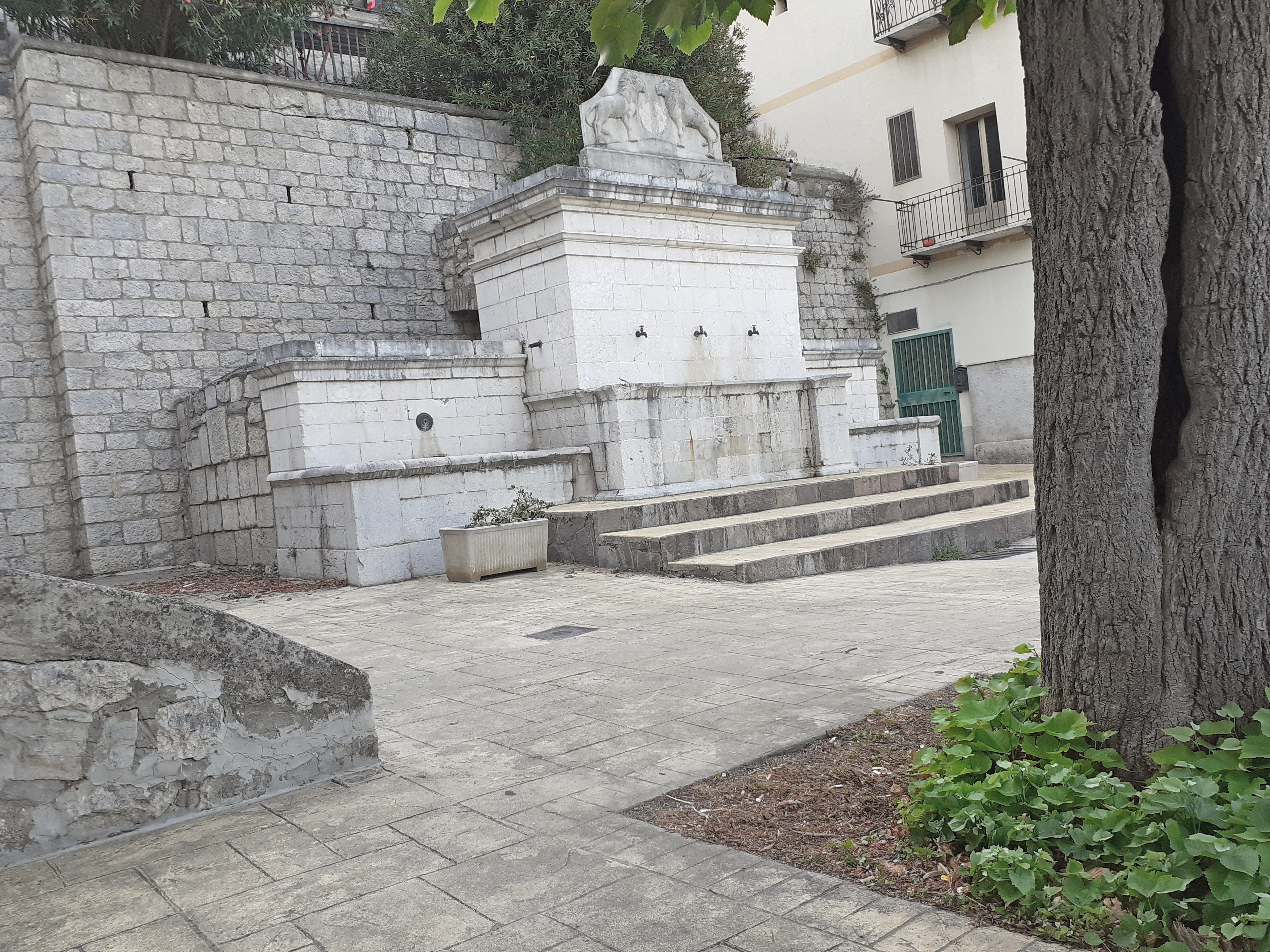
Veduta della Fontana media dall'incrocio tra Via Roma col Corso Umberto I

Presso l'incrocio tra Corso Umberto I, Via Roma e Via Duca degli Abruzzi, di fronte ad una croce sita presso il centro di quest'incrocio, vi è la Fontana vecchia. La fontana è stata realizzata all'inizio del Novecento. Il bassorilievo posto sul coronamento fu aggiunto nel 1926 per una disposizione fascista che obbligava ad inserire il proprio simbolo in opere statali. Infatti il bassorilievo raffigura due leoni che reggono un fascio. Il fascio è stato distrutto dopo la caduta del regime fascista. La fontana è posta a ridosso di un muro di contenimento in una piazzetta pedonale. Il corpo è realizzato in calcare con una trabeazione con modanature classiche. Una vasca centrale fa defluire l'acqua in due abbeveratoi laterali simili al corpo centrale.

### La Penna

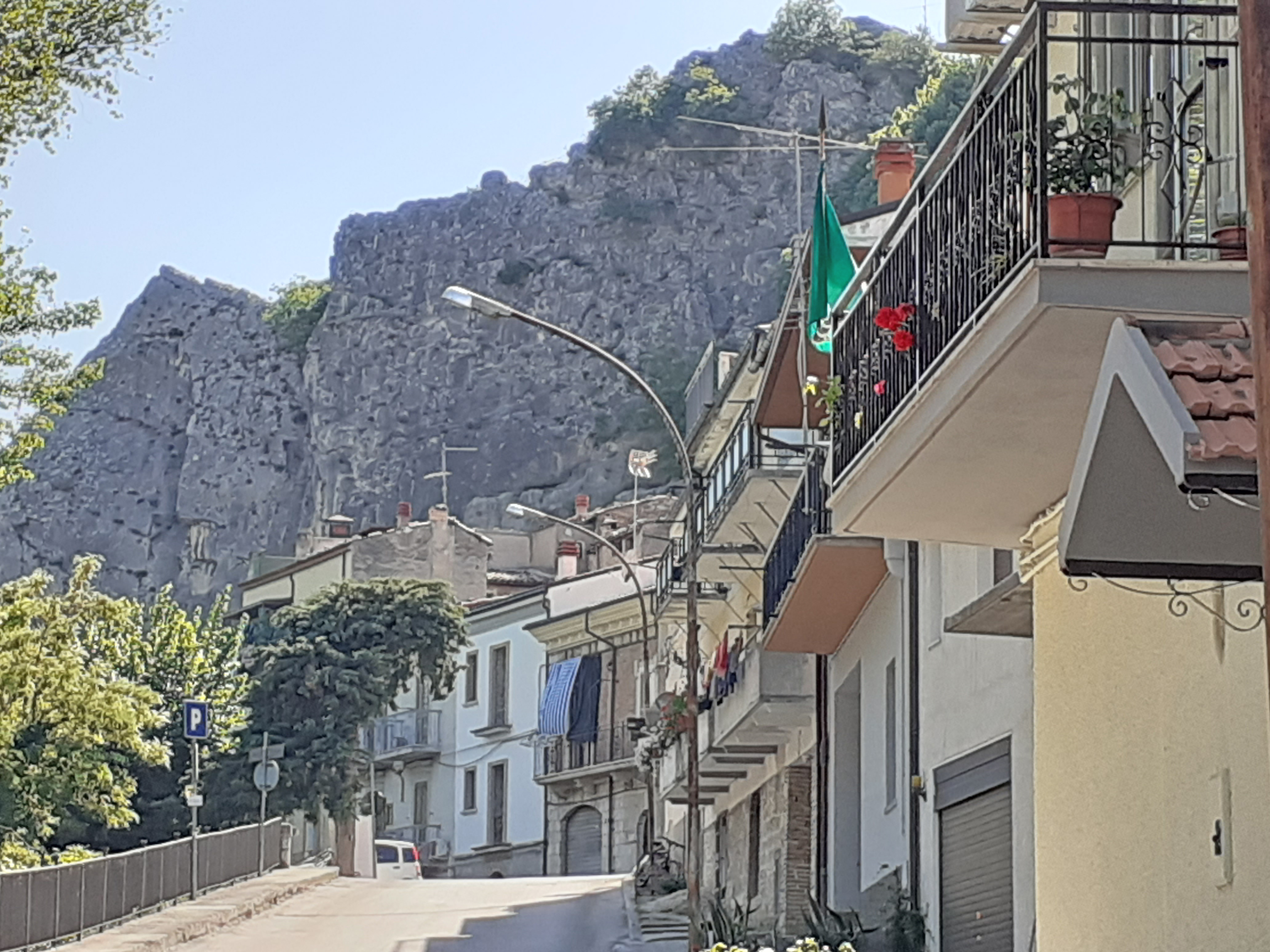
Veduta della Penna dal rione Le Valli

Nei pressi della chiesa della Madonna del Rosario vi è la roccia caratteristica del paese chiamata volgarmente Penna (derivante forse dalla stessa parola cui deriva anche pinnacolo) una falesia in arenaria, calcare compatto e argilla che sovrasta il paese, anch'essa come la succitata chiesa della Madonna del Rosario è in restauro dal termine del secolo scorso.
Sorta di monumento difensivo nel Medioevo, secondo leggende e dicerie popolari questa roccia di svariati metri di lunghezza e di altezza, pare che incutesse terrore ai, chi più chi meno, improvvisati invasori, prevalentemente zingari e briganti, ma nel XIII secolo e nel XVIII secolo anche ottomani e saraceni, che costrinsero gli abitanti a trasferirsi dalla località Madonna in Basilica in posizione arroccata protetta dalla Penna, come se questa roccia fosse un muro di un castello naturale.

#### Storia
Durante l'epoca fascista venne incisa sulla "Penna" la scritta DUX a caratteri cubitali in onore di Mussolini; tale scritta era ben visibile da tutto il paese. Recentemente la zona è stata ripulita e la scritta è di nuovo visibile.

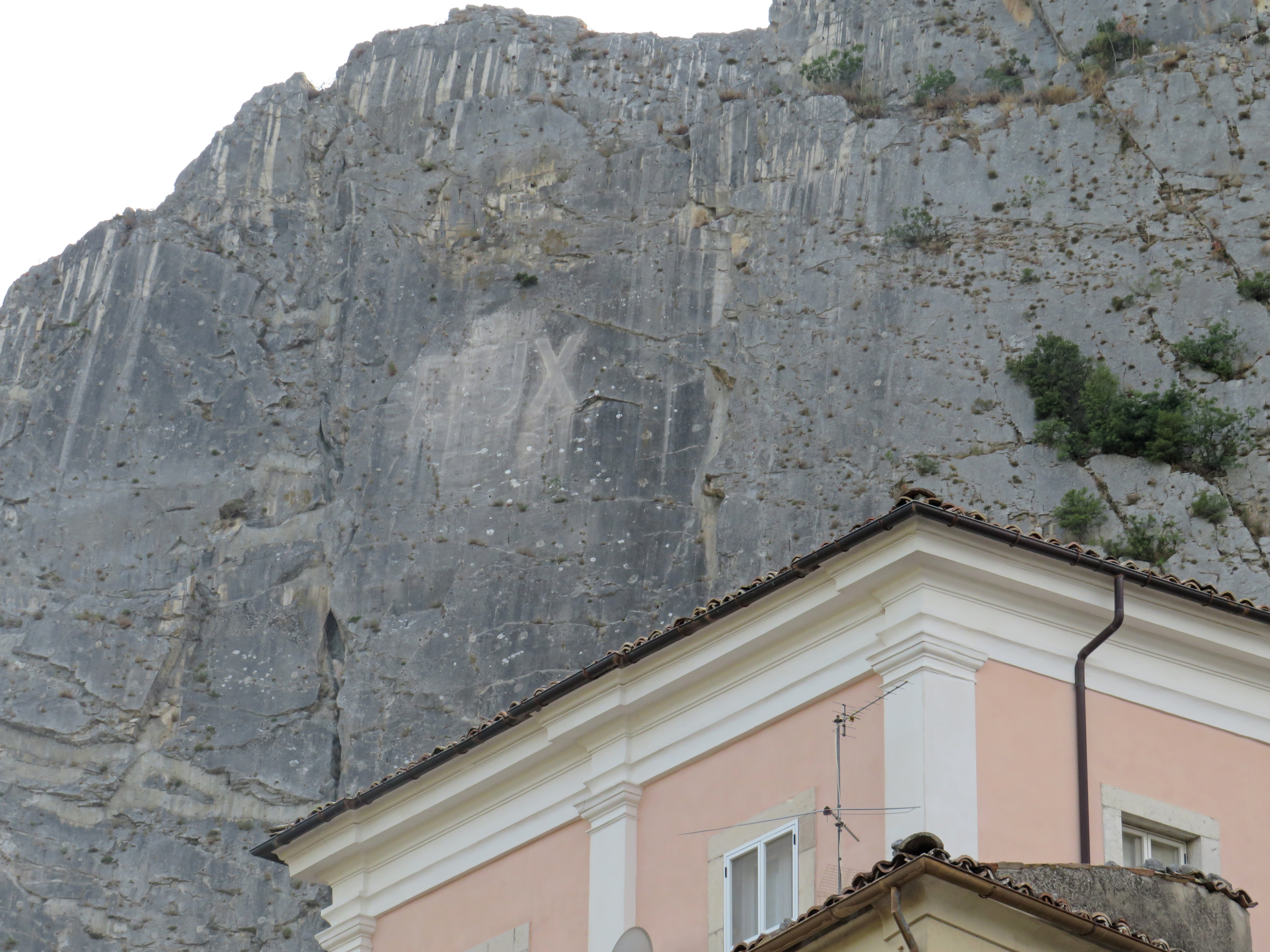
La Penna con la scritta DVX

## Società

### Evoluzione demografica
Abitanti censiti

## Cultura

### Istruzione

#### L'istituto alberghiero

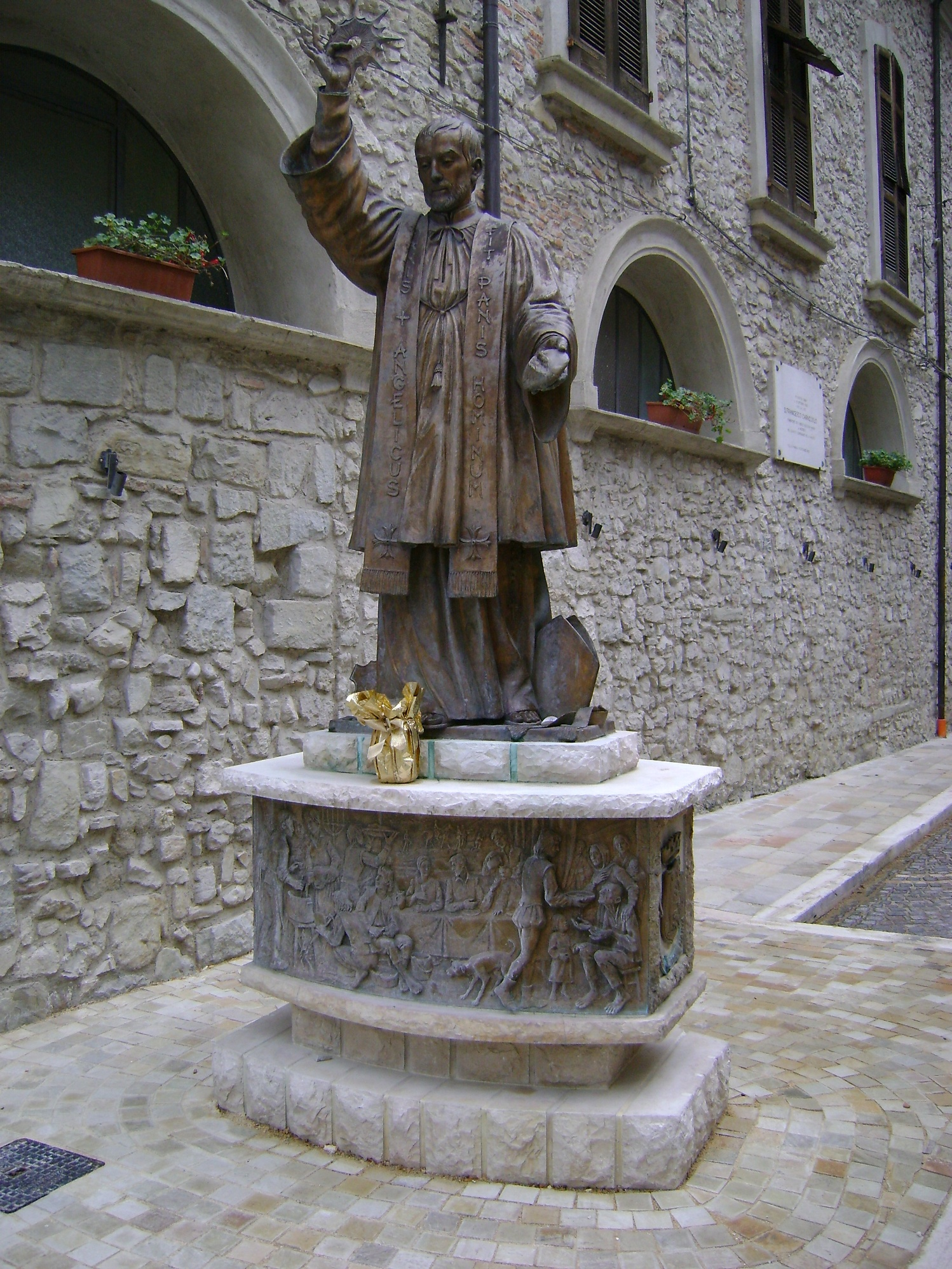
Statua di San Francesco Caracciolo presso la casa natale

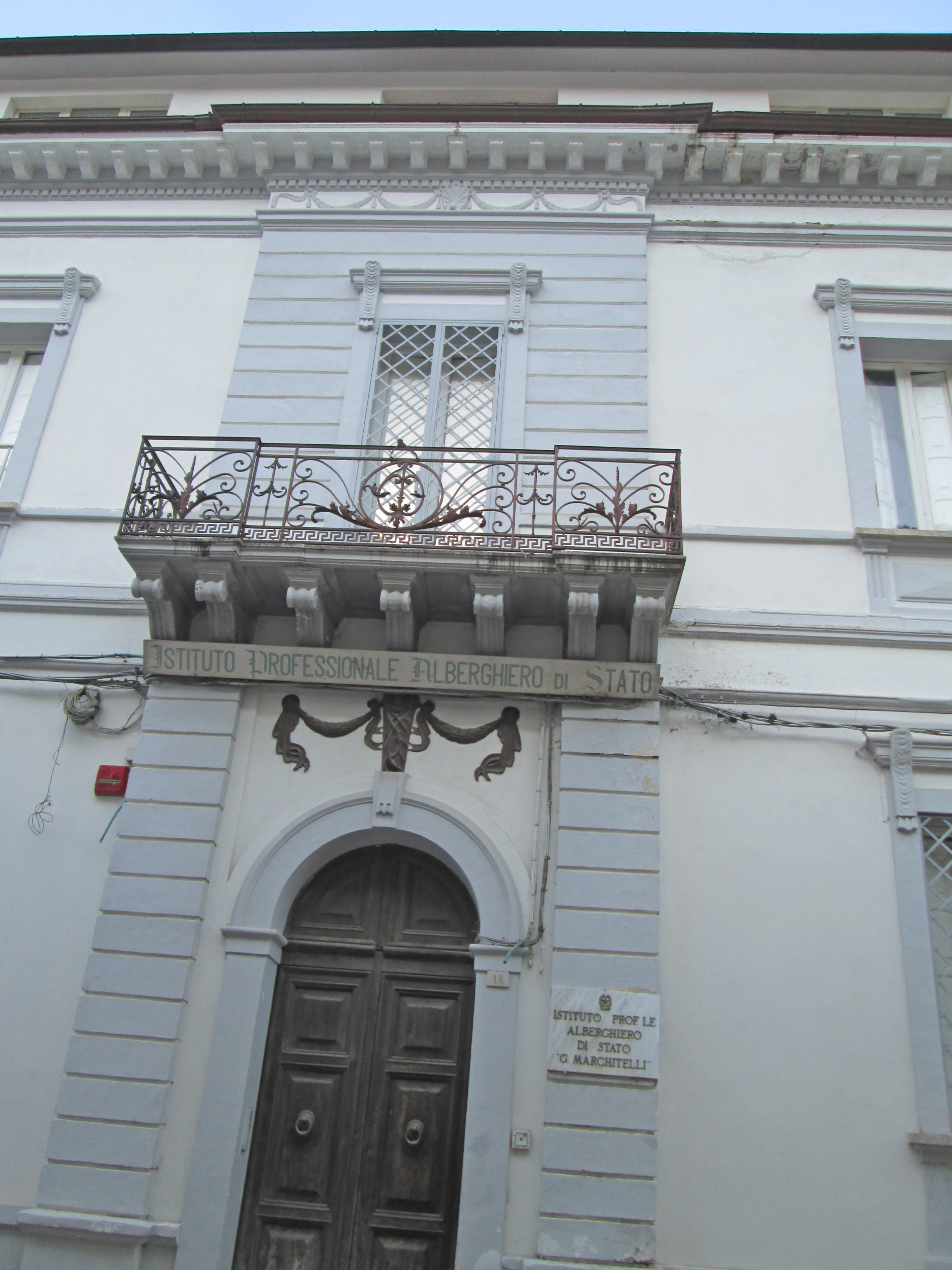
Facciata della vecchia sede dell'istituto alberghiero, sita in via Roma.

Venne fondato nel 1939 come "Regio Corso Biennale di Avviamento Professionale a tipo Commerciale Alberghiero" intitolato a San Francesco Caracciolo. Si trattava di uno dei primi istituti di questo tipo a nascere in Italia, insieme a quelli di Abano Terme e Stresa. Così recitava l'apposito decreto istitutivo emesso dal Regio Provveditorato agli studi di Chieti: 
“…Tale iniziativa fu presa per favorire la tendenza della popolazione di Villa Santa Maria che da molte generazioni fornisce personale d’albergo assai rinomato e diffuso in tutto il mondo.”
Nel giugno del 1943 il corso venne sospeso a causa dei concomitanti eventi bellici, per poi essere riattivato l'anno successivo. La prima sede dell'istituto era localizzata vicino le sponde del fiume Sangro, negli storici locali dell’ex Pastificio Castracane, per poi essere oggetto di trasferimento, nel 1965, in una palazzina ottocentesca acquistata in seguito dal Comune, sia in Via Roma, dove rimase per circa 40 anni.
Nel 1968 dopo la soppressione degli istituti di avviamento professionale venne fondato l'Istituto Professionale Alberghiero di Stato, ma ancora come distaccamento dell'istituto tecnico commerciale di Lanciano, dal quale si staccherà negli anni '70, ottenendo così l'autonomia e la realizzazione di un convitto.
Nel novembre del 1982, dietro deliberazione emessa dal Consiglio d’Istituto, sentito il parere unanime favorevole espresso dal Collegio dei Docenti, visto il nulla-osta della Prefettura di Chieti e atteso il parere favorevole della Deputazione di Storia Patria per l’Abruzzo, l’istituto venne intitolato allo chef villese Giovanni Marchitelli, “maestro” di una prolifera dinastia di grandi cuochi.
Nel 2004 un pool di insegnanti dell'Istituto venne coinvolto in un progetto di carattere internazionale cofinanziato dal Ministero degli Affari Esteri italiano e dal Ministero del Turismo e dei Beni Archeologici giordano, che portò alla fondazione della prima Scuola Alberghiera nel Regno Hascemita di Giordania.
Nel 2013 ha ottenuto da parte del Ministero dell'Istruzione, dell'Università e della Ricerca la menzione tra gli Istituti Alberghieri d'Italia considerati di Eccellenza.

##### Lo stemma dell'Istituto
Ufficialmente adottato a partire dal 2000, lo stemma nacque dall’esigenza di dotare la scuola di un simbolo che fosse, in chiave di marketing, di facile lettura, abbastanza rappresentativo dell’istituzione e piacevole nella veste grafica.
Esso si presenta a forma di scudetto, con la parte superiore riservata all’intestazione giuridica dell’Istituto. Il restante spazio si divide in tre caselle: le due di sinistra occupate dallo stemma del Comune di Villa Santa Maria e dall’anno di nascita della scuola, quella di destra dai simboli dei corsi di studi.
Le tonalità di fondo di queste tre caselle – bianco, verde e blu - riproducono i colori presenti nel gonfalone della Regione Abruzzo.

### Cucina
La ricca tradizione culinaria del luogo sembrerebbe trarre le proprie origini dalle abitudini venatorie della famiglia Caracciolo. Molti, nel corso dei secoli, sono stati i personaggi illustri per i quali cuochi e personale di sala originari di Villa Santa Maria hanno prestato servizio: tra questi Adolf Hitler, Marco Minghetti, Benito Mussolini, Pio XI, Galeazzo Ciano, Edda Ciano, così come esponenti della casata dei Gonzaga di Mantova e della famiglia Agnelli.
Primi piatti
Sagne a pezze con le cotiche e i fagioli
Secondi Piatti
Carne di abbacchio (chiamata localmente tacchetelle)
Arrosticini
Contorni
Funghi e tartufi
Dolci
Le pupe
Sorta di dolce con pasta di biscotto a forma di bambola ricoperto con glassa d'uovo, zucchero a velo e confettini colorati e argentati.
I cellucc'
Sorta di dolce con pasta di biscotto a forma di colomba con ripieno di mosto cotto o marmellata di uva.
Le pizzelle

### Lingue e dialetti
Il dialetto di Villa Santa Maria o dialetto villese è il dialetto parlato nell'omonimo paese sito in provincia di Chieti.

#### Le vocali
Le vocali "a", "i" e "u" sono pronunciate come in italiano. La "i" viene allungata quando è presente nel dittongo "ie", ad esempio la piega ⇒ la piéghe. Comunque tutt'e tre le vocali vengono scritte come in italiano.
La vocale "e" invece nel dialetto di Villa Santa Maria, consta di due suoni i quali vengono trascritti con due accenti, un suono aperto che viene trascritto con l'accento grave: "è", e uno chiuso, che viene trascritto con l'accento acuto: "é". invece quando non vi è nessun accento la lettera "e" non viene pronunciata, quest'ultimo tipo di "e" non è come la "e" muta dei francesi, ma serve per far capire che la frase non termina con una consonante, ma con un suono non articolato.
La vocale "o" anch'essa ha due suoni, uno aperto che viene trascritto senza accento: "o", mentre il suono chiuso che viene trascritto con l'accento grave: "ò".
Le vocali accentate pose alla fine della parola si pronunciano come in italiano. esempi: camicia ⇒ camìçe, camice⇒càmeçe.

#### Le consonanti
Per quanto riguarda le consonanti degna di menzione è l'"h". Questa lettera viene generalmente aspirata come per quanto concerne il tedesco o la "c aspirata" toscana.

#### La grammatica
Il dialetto villese, rispetto al latino, possiede solo il nominativo ed il vocativo.
Gli articoli
Gli articoli maschili ("il", "lo", "i", "gli" diventano "le" con "e" muta, ad esempio: il pane⇒le puane, i tetti⇒le titt.
"La" rimane invariata: esempio la casa⇒la case.
"Le" rimane invariata ma la "e" finale non viene pronunciata, ad esempio: le case⇒le case.
"Un, ed "uno" diventano 'ne.
"Una" diventa 'na.
Alcuni esempi di preposizioni articolate: della sua casa⇒de la casa sê, dalla strada⇒da la vije.
Gli articoli che precedono parole che iniziano per vocale vengono apostrofati.
Il nome, l'aggettivo ed il pronome
Il villese consta di genere maschile e femminile, singolare e plurale
Alcuni esempi di nomi, aggettivi e pronomi:
Nomi
La cesta⇒La céste.
La veste⇒La vèste.
Il tavolo⇒Le tuavele.
L'amico⇒L'amiche.
I tavoli⇒Le tavel.
Aggettivi:
Un buon pane⇒'Ne buòne pane.
Un pane buono⇒'Ne puane buòne.
Una persona egoista⇒'Na perzòne égòište.
Il mio cane⇒Le cuane mî.
I miei cani⇒Le chén mî.
Ho preso questo libro⇒Aje (sô) tolte cušte libbre.
Pronomi:
Egli portò il pane a lui/a lei⇒Iss 'i purtéett le puane.
Egli chiamo lui/egli lo chiamò⇒Iss le chiamètt.
Verbi
I verbi ausiliari:
Il verbo essere si usa:
- per formare il passivo di ciascun verbo,
- per formare i tempi composti dei verbi riflessivi,
- per formare la maggior parte dei verbi intransitivi.

Il verbo avere si usa:
- per formare i tempi composti dei verbi transitivi;
- per formare i tempi composti dei verbi intransitivi ove non viene usato il verbo essere.

I verbi servili si usano nei seguenti casi:
- dovere e necessità,
- possibilità,
- volontà ed intenzione,
- capacità.

Esempi:
- Ê partito⇒Ê partite.
- Bagnare⇒'Mbònn.
- Facciamolo⇒Facémele.
- Tenne⇒Tenètt,
- Io ero guarito⇒Ije èr huarite,
- Devi⇒Ija.

Avverbi
Gli avverbi che in italiano finiscono con il suffisso -mente, in villese finiscono con -mènde, ad esempio facilmente diventa facelmènde.
Altri esempi: adesso⇒mò, finora⇒fin'a mò, poi⇒po', là⇒èlle, dietro⇒arréte, avanti⇒annènde, dappertutto⇒a tutte le vij, giù⇒abballe, piuttosto⇒chiuttoŝte, come⇒'gna, quando⇒canda.
Pronomi
Esempi: in terra⇒'ndèrre, vai con la macchina⇒va' 'che la machene, vai su⇒va' 'ngime, vai sulla collina⇒va' 'gime a le colle, sono stato bene fra la gente⇒sô ŝtate buòbe 'miézze a la jènde.
Congiunzioni
Esempi: Maria e Michele sono andati a casa⇒Marije e Mecchéle ze n'ann ite a la case, Io vado a Roma o mi fermo a Latina⇒Ije vaglje a Rome o me férm a Latine.
Varie
Esempi: Tu sei⇒Tu sî, suo, suoi⇒sî, sua, sue⇒sê, tuo, tuoi⇒tî, tua, tue⇒tê. mio, miei⇒mî, mia, mie⇒mê, tredici anni⇒trédeci'ann, merce avariata⇒mèrci'avariate.

### Musei
- Museo dei cuochi: ospitato inizialmente nell'istituto alberghiero, e poi nei locali di palazzo Caracciolo, è dedicato alla storia della tradizione dei cuochi a Villa Santa Maria[32].
- Museo di san Francesco Caracciolo: è sito presso la Casa Caracciolo.

### Eventi
Tra le manifestazioni a carattere culturale e religioso ospitate dalla località abruzzese sono degne di menzione:
- la Rassegna dei Cuochi del Sangro, che si tiene ogni anno la seconda domenica di ottobre ed è dedicata a San Francesco Caracciolo;
- la festa della Madonna delle Grazie (ad inizio luglio);
- la festa della Madonna in Basilica che si svolge dal 9 all'11 agosto.

## Geografia antropica
La chiesa della Madonna in basilica è legata all'origine del primo nucleo abitato del paese. La chiesa di Sant'Antonio è sita in Piazza Marconi, alla sua destra vi è il palazzo Spaventa.
Il nucleo storico del paese si formò intorno al XVII secolo sulla riva opposta alla chiesa della Madonna in basilica e presso la costa rocciosa (volgarmente detta "Penna"). Della fine dell'Ottocento è l'interesse di spostarsi verso la valle ov'erano dei terreni più facili da coltivare e non c'era più l'esigenza di arroccarsi sempre più in alto per paura di nuove invasioni, così si iniziò a costruire la "Via degli Uffici", ovverosia l'attuale Corso Umberto I, cambiamento di nome attuato il 9 agosto 1900 dopo l'attentato in cui venne ucciso il re. Furono portate alle dimensioni odierne anche Via Sangrina e Via Gradini Ponte. Dello stesso periodo è Scesa Valli con direzione verso il fiume con conseguente costruzione di edifici fino al Borgo Valle (detto localmente Lu Uell', l'unico rione in pianura del paese) ove si trova la chiesa della Madonna delle Grazie. Le ultime costruzioni pubbliche del XIX secolo furono un arco nel rione San Rocco, le case di Francesco Sabatini e Raffaele Tavano (28 ottobre 1897), il muro di cinta di un carcere (12 maggio 1898), il ponte ligneo sul ruscello Turcano (28 febbraio 1900).

## Economia
Nell'abitato vi sono 3 liquorifici, produttori del punch Abruzzese villese, del Centerbe, dell'amaro villese, e dei liquori alla genziana e alla liquirizia. L'originale ricetta del punch abruzzese fu creata proprio a Villa Santa Maria, dall’azienda Iannamico Liquori 1888..

## Amministrazione
| Periodo        | Periodo        | Primo cittadino              | Partito                        | Carica                  | Note          |
| -------------- | -------------- | ---------------------------- | ------------------------------ | ----------------------- | ------------- |
| 6 giugno 1993  | 27 aprile 1997 | Salvatore Ferdinando Paolini | Democrazia Cristiana           | Sindaco                 | [ 34 ]        |
| 28 aprile 1997 | 28 maggio 2006 | Antonio Salvatore            | Lista Civica di Centro-destra  | Sindaco                 | [ 35 ] [ 36 ] |
| 29 maggio 2006 | 15 maggio 2011 | Francescopaolo Falconio      | Lista Civica                   | Sindaco                 | [ 37 ]        |
| 16 maggio 2011 | 27 marzo 2012  | Vito Paolini                 | Lista Civica Riuniti per Villa | Sindaco                 | [ 38 ]        |
| 28 marzo 2012  | 26 maggio 2013 | Valentina Italiani           |                                | Commissario prefettizio | [ 39 ]        |
| 27 maggio 2013 | 10 giugno 2018 | Giuseppe Finamore            | Lista Civica Villalternativa   | Sindaco                 | [ 1 ]         |
| 10 giugno 2018 | in carica      | Giuseppe Finamore            | Lista Civica Villalternativa   | Sindaco                 |               |

## Sport
Villa Santa Maria ha una squadra di calcio che milita in 2ª categoria. La società sportiva (colori sociali nero e verde), come la società del capoluogo fu fondata da Vincenzo Fioriti, vicario in Chieti, il 1º settembre 1955 e fu iscritta nei ruoli federali della FIGC il 13 dicembre 1962. Lo stadio Comunale si trova in un impianto sportivo dotato di un campo da tennis, di calcetto, di pallavolo e basket.